# Episodi di Just Add Magic (terza stagione)
La terza stagione della serie televisiva Just Add Magic è disponibile su Prime Video dal 1º febbraio 2019. Essa è stata seguita da uno speciale conclusivo della serie, pubblicato il 25 ottobre dello stesso anno.
| n° | Titolo originale     | Titolo italiano           | Prima TV Originale | Prima TV Italia  |
| -- | -------------------- | ------------------------- | ------------------ | ---------------- |
| 1  | Just Add Time Travel | Aggiungi Becky            | 1º febbraio 2019   | 1º febbraio 2019 |
| 2  | Just Add Plants      | Aggiungi delle piante     | 1º febbraio 2019   | 1º febbraio 2019 |
| 3  | Just Add Codes       | Aggiungi dei codici       | 1º febbraio 2019   | 1º febbraio 2019 |
| 4  | Just Add Piper       | Aggiungi Piper            | 1º febbraio 2019   | 1º febbraio 2019 |
| 5  | Just Add Rot         | Un pizzico di marcio      | 1º febbraio 2019   | 1º febbraio 2019 |
| 6  | Just Add Tomorrow    | Un pizzico di domani      | 1º febbraio 2019   | 1º febbraio 2019 |
| 7  | Just Add Perspective | Un pizzico di prospettiva | 1º febbraio 2019   | 1º febbraio 2019 |
| 8  | Just Add Karma       | Un pizzico di karma       | 1º febbraio 2019   | 1º febbraio 2019 |
| 9  | Just Add Surprise    | Un pizzico di sorpresa    | 1º febbraio 2019   | 1º febbraio 2019 |
| 10 | Just Add Kelly       | Aggiungi Kelly            | 1º febbraio 2019   | 1º febbraio 2019 |
| 11 | Just Add Goodbye     | Un pizzico di addio       | 1º febbraio 2019   | 1º febbraio 2019 |
| 12 | New Protectors       | Nuovi Protettori          | 25 ottobre 2019    | 25 ottobre 2019  |

## Aggiungi Becky
Dopo la ricomparsa del giardino magico, si palesa anche la nonna di Kelly… direttamente dal 1975! Becky infatti ha cucinato una ricetta capace di alterare il corso della storia, mettendo sottosopra gli eventi. Kelly, Hannah e Darbie devono viaggiare indietro nel tempo fino al 1975 per rimettere ogni cosa al suo posto.

## Aggiungi delle piante
Piante magiche stanno spuntando per Saffron Falls e le persone di tutta la città subiscono l'incantesimo di cose che crescono nei loro giardini. Questo potrebbe essere l'effetto collaterale dell'aver riportato in vita il giardino?

## Aggiungi dei codici
Un terremoto scuote la terra di Saffron Falls, riportando alla luce un vecchio covo segreto appartenuto alla famiglia di Chuck. Kelly, Hannah e Darbie devono cucinare un incantesimo per entrare al suo interno prima che possa farlo qualcun altro.

## Aggiungi Piper
L'amicizia di Darbie e Piper è in pericolo e quando Kelly e Hannah cercano di aiutare, si ritrovano incollate a Piper per magia e sono costrette a seguirla durante l'intera giornata. Piper scoprirà la verità sulla magia?

## Un pizzico di marcio
Un cattivo ancora senza nome, lancia un incantesimo sulle tre ragazze, facendo sì che il cibo che toccano marcisca nelle loro mani. Questo significa che loro non possono cucinare la ricetta di un contro-incantesimo e devono rivolgersi a una improbabile fonte per farsi aiutare.

## Un pizzico di domani
Quando un misterioso ladro ruba un artefatto da un museo, Kelly, Hannah e Darbie cucinano un incantesimo per riavvolgere la giornata e fermare il colpevole. Solo che restano intrappolate in un loop temporale e si ritrovano a rivivere sempre lo stesso giorno.

## Un pizzico di prospettiva
Visto che le ragazze sono venute a conoscenza dell'identità del Bandito Notturno, decidono di cucinare un incantesimo che gli permetterà di vedere direttamente attraverso gli occhi del colpevole. Le cose, però, si complicano quando Darbie, non resistendo alla curiosità, guarda attraverso gli occhi di Hannah e viene così a sapere che la ragazza ha qualcosa che la preoccupa a scuola.

## Un pizzico di karma
Darbie tenta di risolvere i problemi di Hannah cucinando la ricetta di un incantesimo del karma, mentre Mama P ha una rivelazione sul prolungarsi della sua vacanza. Alla fine, Hannah scopre di poter gestire i suoi problemi a scuola senza ricorrere all'uso della magia.

## Un pizzico di sorpresa
Hannah e Darbie organizzano una festa a sorpresa per Kelly, la quale è distratta dal mistero del Bandito Notturno e non riesce a godersi appieno la sua festa. Presto si scopre che Kelly potrebbe nascondere un segreto…

## Aggiungi Kelly
Mentre cercano in ogni maniera di rompere l'incantesimo che sta colpendo Kelly, Hannah e Darbie sperano di non dover affrontare altri effetti collaterali.

## Un pizzico di addio
La Nonna scompare nel nulla, spingendo Kelly, Hannah e Darbie a viaggiare nel tempo per creare una nuova spezia che può salvarla. Ma questo le costringerà a compiere un estremo sacrificio e dire addio al libro di ricette per sempre?

## Nuovi Protettori
Il ricettario magico è finito nelle mani di un nuovo gruppo di protettori a Bay City. Kelly, Hannah e Darbie devono aiutare il nuovo trio a familiarizzare con la magia per evitare che venga annullato un matrimonio. Ish e Leo, in passato amici che crescendo si sono allontanati, sono presentati come nuovi protettori.